# گرافرات
گرافرات (به آلمانی: Grafrath) یک شهر در آلمان است که در بایرن واقع شده‌است.

## خصوصیات
گرافرات ۱۴٫۴۳ کیلومترمربع مساحت دارد ۵۵۰ متر بالاتر از سطح دریا واقع شده‌است.